# Господній день

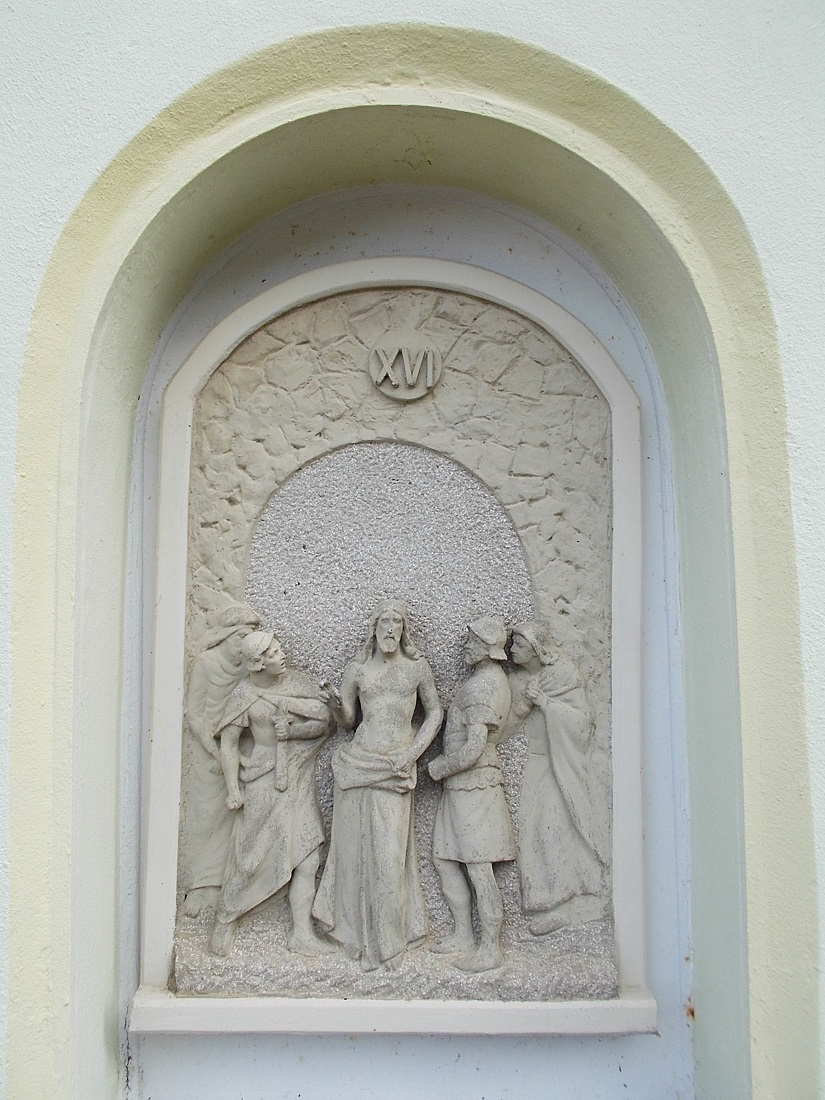
15 станція Хреста: Воскресіння.

Господній день, День Господень у християнстві, як правило, неділя, головний день спільного богослужіння. Дотримується більшістю християн як щотижнева пам'ятка воскресіння Ісуса Христа, Якого, за канонічними Євангеліями, було засвідчено живим з мертвих рано на перший день тижня. Фраза з'являється у Об. 1:10. 
За деякими даними, християни в неділю І сторіччя проводили корпоративне богослужіння. Ранній приклад того, що християни збираються разом у неділю, щоб «ламати хліб» та проповідувати, наведено у новозавітній книзі Діянь Апостолів 20:7. Християнські письменники ІІ сторіччя, такі як Юстин Мученик, свідчать про поширену практику недільних богослужінь (Перше вибачення (апологія), розділ 67 [Архівовано 24 грудня 2018 у Wayback Machine.]), а до 361 року це стало обов'язковим щотижневим явищем. За середньовіччя недільні богослужіння стали асоціюватися з шабатною (відпочинковою) практикою. Деякі протестанти сьогодні (особливо ті, що богословські походять від пуритан), вважають неділю християнською суботою, практикою, що відома як першоденне суботство. Деякі християнські групи вважають, що термін «Господень день» може належним чином вказувати лише на суботу сьомого дня або суботу. 
Неділя також була відома в патристичних творах як восьмий день.

## Біблійне вживання
Словосполучення «Господній день» з'являється лише один раз у Біблії у Об’явленні 1: 10, що було написане наприкінці першого сторіччя. Це український переклад з грецької мови койне виразу «κυριακός ἡμέρα» (куріакос гаймера). Прикметник κυριακός («Господній») часто оминає свій іменник, як й у нейтральному κυριακόν (куріякон) для «Господнього (зібрання)» (приклад у 1 Кор. 11:20 щодо Господньої вечері), від якого походить слово «церква» (німецьке кірха й англійське черч); іменник повинен додаватися за контекстом.
У Об. 1:10 апостол Іван вжив куріакос гаймера (κυριακός ἡμέρα, «Я був у дусі Господнього дня») способом, очевидно, знайомим його читачам. Дотримувачі богослужінь першого дня тижня вважають, що це означає, що він поклонявся у неділю, воскресний день. Сьомоденні суботники вважають, що оскільки Ісус сказав, що він «Господь суботи» й що Ісая назвав суботу «днем Господнім святим» то день Господа — субота сьомого дня (тобто власне календарна субота). Відповідно, обидві сторони використовують цей вірш, щоб претендувати на ім'я «Господній день» для їхнього дня поклоніння. 
Новий Завіт також використовує словосполучення те ...міа тон суббатон (τη ...μια των σαββατων, «перший день тижня») як для раннього ранку (Марія Магдаліна, Ів. 20:1), так й увечері (учні в Ів. 2:19) Воскресної неділі, а також для ламання хліба у Трої (Дії 20:7) та день для зборів коштів у Коринті (1 Кор. 16:2).

## Текстова традиція

### Неоднозначні посилання
Термін «Господній» з'являється в «Ученні дванадцяти апостолів» або «Дідахе», документі датованому від 70 до 120 року. Дідахе 14:1а перекладено Робертсом як: "Але кожного Господнього дня збирайтесь разом, ламайте хліб й віддавайте дяку"; за іншим перекладом початок звучить: «На Господній власний день». Перша частка грецькою мовою «κατά κυριακήν δέ κυρίου» буквально означає «На Господній Господа», що є унікальним й важкозрозумілим подвійними присвійними й перекладачі поставили оминутий іменник, наприклад, «день» (ἡμέρα гаймера), «заповідь» (з безпосередньо попереднього вірша Дідахе 13:7) або «вчення». Це одне з двох ранніх позабіблійних християнських застосувань «κυριακήν» (Господній), де воно чітко не відноситься до неділі, оскільки текстові читання породжували питання належного перекладу. Ламання хліба (щодня або щотижня) може стосуватися християнського причастя, вечері любові (агапи) або євхаристії (пор. Дії 2:42, 20:7). Автори Дидаскалії та Апостольських постанов, очевидно, розуміли Дідахе 14, як посилання на недільні богослужіння. 
Близько 110 року Святий Ігнатій Антіохійський (Богоносець) використовував «Господній» в уривку свого листа до магнезійців. Неоднозначність виникає через текстові варіанти. Єдиний грецький рукопис цього листа, Codex Mediceo-Laurentianus читається: "(kata kyriaken zoen zontes). Середньовічний латинський переклад вказує на альтернативне текстове читання «kata kyriaken zontes», що повідомляється у перекладі Робертса: «більше не дотримуючи суботи, але жити у дотриманні Господнього [дня]».
Розширена псевдоігнатівська версія послання до магнезійців середини ІІІ сторіччя переписує цей уривок, щоб зробити «Господній день» чітким посиланням на неділю, як на Воскресний день. Псевдо-Ігнатій додає відкидання легалістичної суботи як юдаїстичну помилку: «Нехай ми більше не дотримуємося суботи за єврейським чином, й радіємо дням бездіяльності.... Але нехай кожен з вас дотримується суботи за духовним чином, радіючи роздумам над законом, але не розслабленню тіла, милуючись працьовитістю Бога й не поїдаючи речі, що приготовані напередодні, не вживати тепленьких напоїв, ходячи в установленому межах, й не знаходячи насолоди у танцях й приспівах, що не мають у них сенсу. Й після дотримання суботи, нехай кожен друг Христа дотримується Господнього дня як свята воскресного дня, цариця й вождь по всі дні». Інші отці ранньої церкви аналогічно бачили щотижневе дотримання суботи сьомого дня, що іноді слідувало наступного дня Господнього дня збором.

### Беззаперечні посилання
Перше безперечне згадування про Господень день — це апокрифічне Євангеліє від Петра (вірш 34,35 й 50), ймовірно, написане приблизно у середині чи, ймовірно, у першій половині ІІ сторіччя. Євангеліє від Петра 35 й 50 використовує куріаке як ім’я першого дня тижня, дня воскресіння Ісуса. Те, що автор згадував про Господень день у апокрифічному Євангелії, що наче написано святим Петром, свідчить про те, що термін kyriake був дуже поширений й вживався деякий час. 
Близько 170 року Діонісій, єпископ Корінфа, написав Римській церкві: «Сьогодні ми зберегли Господній святий день (kyriake hagia hemera), на який ми прочитали ваш лист». У останній половині ІІ сторіччя апокрифічні Дії Петра ідентифікують Dies Domini (лат. «Господень день») як «наступний день після суботи», тобто неділю. З того ж періоду часу Дії Павла представляють святого Павла, молячись «у суботу, коли наблизився Господень день (куріаке)». Проте Господній день у Діях Івана ототожнюється з суботою як «сьомий день, це Господній день, він сказав їм: тепер й мені пора приймати їжу».

## Рання церква

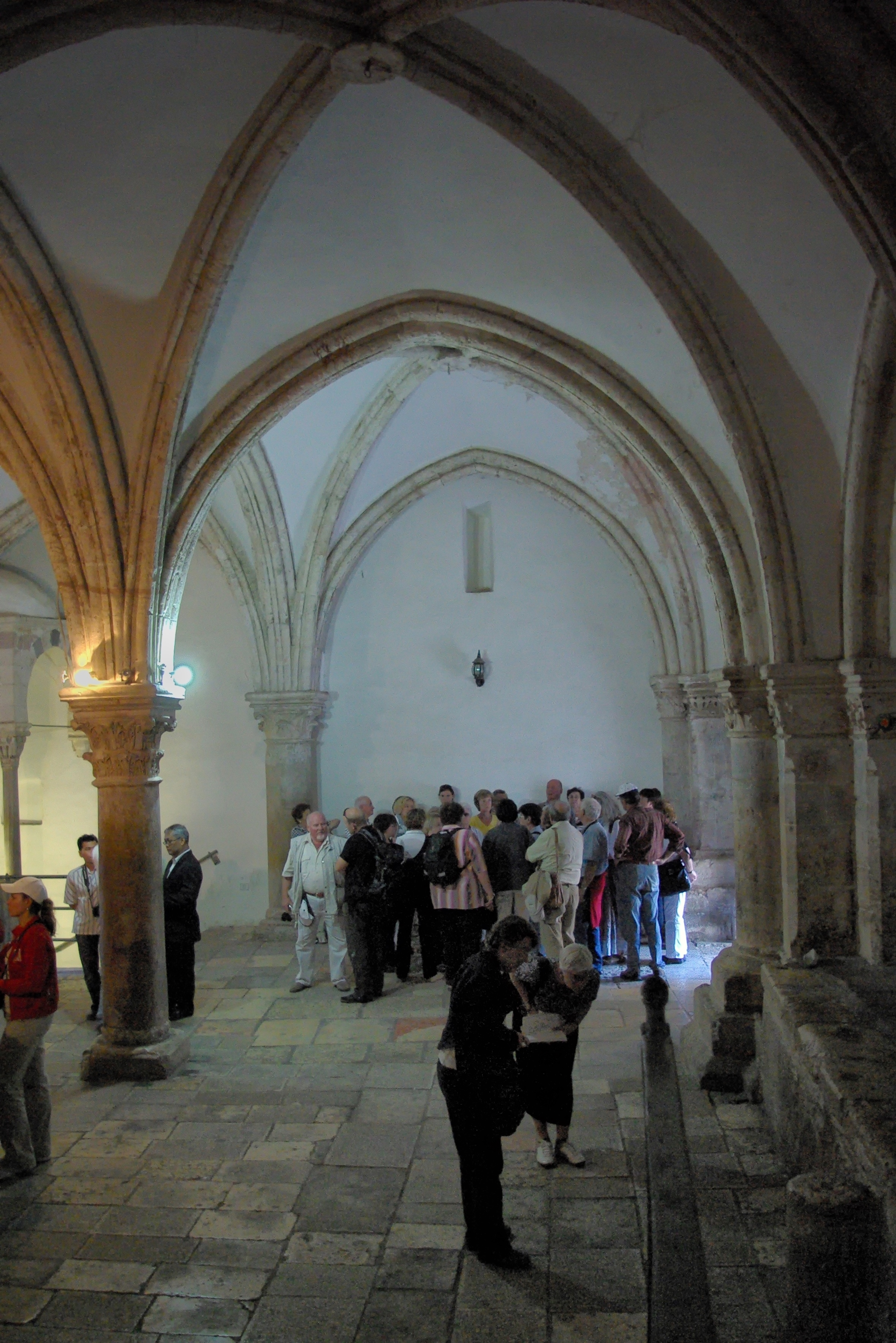
Світлиця на горі Сіон, як стверджується, була місцем Тайної вечері та П'ятидесятниці. Баргіл Пікснер стверджує, що початкове зібрання Апостолів знаходилося під нинішньою будівлею.

У перші сторіччя, неділя стала святом на честь Христового воскресіння, на яке приділяли увагу як дню релігійних служб та відпочинку, проте сьомоденний шабатний відпочинок (заснований на єврейському шабаті, тому що найперші християни всі були євреями) досі дотримувався «майже в усіх церквах». Найчастіше богослужіння в перший день (вранці в неділю або в суботу ввечері) здійснювалося поряд з дотриманням відпочинку сьомоденної суботи й було поширеною християнською традицією у ІІ-му сторіччі, засвідченою у патристичних творах ІІ сторіччя; часом неділя стала називатися Господнім днем. Ці ранні християни вірили, що воскресіння й вознесіння Христа сигналізує про оновлення творіння, зробивши день, коли Бог це здійснив, днем аналогічним першому дню творіння, коли Бог створив світло. Деякі з цих авторів називали неділю «восьмим днем». 
Ранньохристиянське джерело І або ІІ сторіччя Послання Варнави або Псевдо-Варнави посилається на Ісайя 1:13, і твердить, що «суботи сьогодення» були скасовані на користь однієї тисячолітньої сьомоденної суботи, що відкриває «восьмий день» й починає новий світ. Відповідно, восьмий день зборів (в ніч на суботу чи у неділю вранці) знаменує, як воскресіння, так й нове творіння. Таким чином, дотримання першого дня тижня було звичайною регіональною практикою на той час.
«А ваші новомісяччя та суботи я не можу терпіти». Тому Він скасував ці речі... Ви розумієте, як Він говорить: Ваші теперішні суботи для Мене неприйнятні, але це є тим, що Я зробив [саме це], коли, надаючи відпочинок всьому, Я зроблю початок восьмого дня, тобто початок іншого світу. Тому ми також з радістю тримаємо восьмий день, — день, коли Ісус воскрес із мертвих. І коли Він проявив Себе, Він піднявся у небо.

До середини ІІ сторіччя Юстин Мученик писав у своїх Апологіях про припинення дотримання суботи та святкування першого (або восьмого) дня тижня (не як день відпочинку, а як день для зборів для поклоніння): «Ми всі збираємось у день сонця» (τῇ τοῦ ῾Ηλίου λεγομένη ἡμέρᾳ, згадуючи й про створення світла, й про воскресіння). Він стверджував, що субота не дотримувалася перед Моїсеєм, але була встановлена лише як знак Ізраїлю та тимчасовий захід через гріховність Ізраїлю, що більше не потрібна після того, як Христос прийшов без гріха. Цікаво також, що він проводить паралель між ізраїльською практикою обрізання на восьмий день й воскресінням Ісуса на «восьмий день».
Але язичники, що повірили у Нього й покаялись у вчинених ними гріхах, отримають спадщину разом із патріархами та пророками та праведними людьми, що походять від Якова, навіть якщо вони не зберігають суботу, ні обрізуються, або не дотримують свят.
І в день званий неділею (день сонця), всі, хто живе в містах або на селі, збираються в одне місце, й спогади апостолів або писання пророків читаються, доки дозволяє час; потім, коли читач зупинився, голова усно вказує та закликає слідувати цим добрим чинам. Тоді ми всі разом піднімаємося й молимося, й, як ми говорили раніше, коли наша молитва закінчується, приноситься хліб, вино та вода, й голова подібним чином пропонує молитви та подяки, відповідно до його можливостей, й народ погоджується, кажучи амінь; і там є роздача кожному, й участь цих, за котрих була дана подяка, й тих, хто відсутній й частка надсилається з дияконами. А ті, хто спроможні робити й бажають, дають те, що кожен вважає бути до міри; й те, що зібрано, здається на зберігання у голови, який надає допомогу сиротам та вдовам й тим, хто через хворобу, або будь-яку іншу причину є у потребі, й тим, хто у боргах й чужинцям, що перебувають серед нас, й одним словом піклується про усіх, хто у потребі. Але неділя — це день, коли ми всі проводимо свої спільні збори, тому що це перший день, коли Бог, здійснивши зміну темряви й матерії, створивши світ; та Ісус Христос, наш Спаситель того ж дня воскрес із мертвих.
Тертулліан (початок ІІІ сторіччя), пишучи проти християн, які брали участь у язичницьких святах (Сатурналія та Новий рік), захищав християнське святкування Господнього дня посеред звинувачень у поклонінні сонцю, визнаючи, що «суботи для нас є незвичними» й недотриманими.
Кіпріан, церковний отець ІІІ сторіччя, в листі про хрещення пов'язав «восьмий день» з терміном «Господній день».
Що стосується дотримання восьмого дня єврейського обрізання плоті, таїнство було дано наперед у тіні та у користуванні; проте коли Христос прийшов, воно виповнилося у правді. Бо тому, що восьмий день, тобто перший день після суботи, мав бути таким, коли Господь повинен воскреснути, й повинен пожвавити нас, й дати нам обрізання духу, восьмий день, що є першим днем після суботи та Господнім днем, з'явився раніше у цифрі; котра цифра припинилася, коли негайно прийшла правда, й духовне обрізання було дано нам— Кіпріан, Послання 58

### Витоки недільних богослужінь
Незважаючи на те, що неділя широко сприймалася як день християнського богослужіння у ІІ сторіччі, походження недільних богослужінь залишається дискусійним, з принаймні трьома прийнятими вченими точками зору. 
- Баукхем стверджував, що богослужіння в неділю, мало початися у Палестині у середині І сторіччя, в період Дій Апостолів, не пізніше Язичницької місії (Павла), й поширитися як загально-світова практика вже до початку ІІ сторіччя, без жодних натяків на суперечки (на відміну, наприклад, від пов'язаної суперечки з Чотирнадцятиднів'ям). [18] У ІІ сторіччі Римській церкві не вистачало юридичних повноважень, щоб запровадити нову загальносвітову зміну суботнього відпочинку з сьомого дня на перший або діставити загальне недільне богослужіння, що було запроваджене вже після того, як християнська церква поширилася у всьому світі.[19] Баукхем зазначає, що не існує жодної ранньохристиянської групи, яка б не дотримувалася неділі, за винятком єдиної крайньої групи ебіонітів, що згадані Євсевієм Кесарійським; й що немає ніяких доказів, що в неділі дотримувалися, як заміну шанування суботи за ранніх сторіч церкви.[18]
- Деякі протестантські вчені стверджують, що християнське недільне богослужіння має ще ранішнє походження, від воскреслих появ Ісуса, що записані в євангеліях, де Ісус з'являвся своїм учням на перший день тижня.[31][32]
- Вчений Церкви адвентистів сьомого дня Самуеле Баккіоккі стверджував, що богослужіння у неділю, яке не пов'язане з суботою, було запроваджено у Римі у ІІІ-му сторіччі, а пізніше було застосовано по всій християнській церкві як заміна суботньому поклонінню.[33] Є дані, що ранні християни одночасно дотримувалися як відпочинку суботнього дня, так й недільного богослужіння[18]; й Сократ Схоластик стверджує, що Рим IV століття припинив богослужіння у суботу, в той час як Олександрія в перший день тижня проводила свої свята (вечері) любові або євхаристії, замінивши ними суботу, що продовжувала зберігатися в інших церквах.

### Едикт Костянтина
3 березня 321 року імператор Костянтин I постановив, що неділя (dies Solis — День Сонця) буде дотримуватися як римський день відпочинку [CJ3.12.2]: 
У шанований день Сонця нехай магістрати та люди, що мешкають у містах, відпочивають й нехай усі майстерні будуть закриті. Однак у країні особи, що займаються землеробством, можуть вільно та законно продовжувати свої заняття, оскільки часто трапляється, що інший день не підходить для посіву зерна чи посадки винограду; щоб, нехтуючи належним моментом для подібних дій, небесна нагорода була втрачена.
Наказ Костянтина, швидше за все, був змодельований на язичницьке поклоніння сонцю, хоча, ймовірно, він також мав намір скористатися церквою, що вже збиралася для богослужінь у неділю. 
У IV столітті Сократ Схоластик заявив, що християни Олександрії та Риму в перший день тижня (суботній вечір) брали участь у «таїнствах», хоча вони також проводили богослужіння у суботу, як майже усі інші церкви. До V сторіччя Созомен заявив, що більшість церков, як, наприклад, у Константинополі, збиралися як у суботу, так й у перший день (у суботу ввечері), проте Римська й Олександрійська церкви зустрічалися лише на перший день (суботній вечір) й більше ніколи на суботу. 

## Середньовіччя
Августин Хіппо дотримувався ранніх патристичних письменників, одухотворивши сенс суботньої заповіді, посилаючись на це есхатологічний відпочинок, а не на дотримання буквально дня. Проте практика недільного відпочинку набула значного значення протягом усього раннього середньовіччя. Тома Аквінський вчив, що десять заповідей — це вираження природного права, що зобов'язує усіх людей, й тому заповідь суботи є моральною вимогою разом з іншими дев'ятьма. Таким чином, недільний відпочинок та субота ставали все зростаючо взаємодіючими.
Після наказу Аквінського, європейські християни тепер могли витрачати менше часу, щоб викривати юдейський метод дотримання суботи, й замість цього встановлювати правила того, що «слід» й що «не слід» робити у суботу. Наприклад, поки середньовічна церква забороняла більшість форм роботи у суботу, вона дозволяла «необхідні роботи», а священики дозволяли би своїм селянам виконувати необхідні сільськогосподарські роботи у полі.

## Сучасна церква

### Протестантизм
Гейдельберзький катехізис реформатських церков, заснований Жаном Кальвіном, вчить, що моральний закон, що міститься у Десяти заповідях, є обов'язковим для християн й що вони вказують християнам, як жити у службі Богові у подяці за Його благодать, що Він виявив при викупі людства.  Вчення Християнської реформованої церкви у Північній Америці, так обумовлює: «що неділя повинна бути настільки присвячена для поклоніння, щоби у цей день ми відпочивали від будь-якої роботи, крім тієї, якої вимагає милосердя та необхідність, й ми утримуємось від відпочинку, який заважає поклонінню».
Подібно Мартін Лютер у своїй праці проти антиноміан, яких він вважав єретиками, він відкинув ідею про скасування Десяти заповідей. Вони також розглядали недільний відпочинок як громадянську установу, що слугувала приводом для фізичного відпочинку та громадських богослужінь.
Недільне суботництво стало поширене як серед континентальних (європейських), так й серед англійських протестантів протягом наступного сторіччя. XVII сторіччя серед пуритан Англії та Шотландії була введена нова суворість у дотримання Господнього дня, як реакція на ту недбалість, з якою недільне дотримання звичайно зберігалося. Постанови суботи були введені з думкою, що лише Слово Боже може зобов'язувати людське сумління в тому, чи відпочивати від праці та як відпочивати, або накласти обов'язок збиратися у певний час. Їх впливові міркування також поширилися на інші конфесії, й саме завдяки їх впливу «субота» стала розмовною рівнознакою «Господнього дня» або «неділі». Найзріліший вираз цього впливу зберігається в Реформатській Вестмінстерській сповіді віри (1646 рік), Розділ 21, «Релігійні поклоніння та день суботи». У розділі 7-8 написано: 
7. Оскільки це закон природи, що, загалом слід виділити певну частку часу для поклоніння Богу; так, як у своєму Слові, позитивною, моральною та вічною заповіддю, що зобов'язує всіх людей всіх віків, Він особливо визначив один день з семи, для суботи (шабат), щоб він мати його святим до Нього: що з початку світу до воскресіння Христа був останнім днем тижня; й від воскресіння Христа замінено на перший день тижня, який у Святому Письмі називають днем Господа, та його слід продовжувати до кінця світу, як християнську суботу. 8. Потім ця субота тримається святою Господу, коли люди, після належної підготовки серця та заздалегідь впорядкованих спільних справ, не лише дотримуються святого спокою протягом усього дня від своїх власних справ, слів та думок про їхні світські зайняття та відпочинок, але також вони приймають весь час у громадських та приватних заняттях поклоніння Йому та в обов'язках потреб та милосердя. 
Загальні правила Методистської церкви вимагають «відвідування всіх постанов Божих», включаючи «громадське поклоніння Богу». Засновник методизму Джон Веслі заявив, що «цей «почерк постанов» наш Господь викреслив, забрав й прибив до Його хреста (Кол. 2:14). Але моральний закон, що міститься в Десяти заповідях, й підсилений пророками, Він не прибрав. Моральний закон стоїть на зовсім іншій основі від церемоніального чи ритуального закону. Кожна частина цього закону повинна залишатися чинною для всього людства й в усі віки". Це знайшло своє відображення у доктрині методистських деномінацій, таких як Аллегенське весліянське методистське об'єднання, що у своїй Вченні 2014 року вчить, що Господній день «слід дотримувати припиненням усієї непотрібної праці, а день має бути присвячено божественному поклонінню та спокою.» Викладаючи Четверту заповідь, цей визначний методистський катехізис зазначає: 
Святити цей день означає не робити непотрібних робіт чи подорожей. Це день спокою та поклоніння, день читання Біблії та молитви. Ми не повинні купувати, продавати чи торгуватись у неділю, що є Господнім днем.
Незважаючи на те, що суботня практика зменшилася у XVIII столітті, євангелічне пробудження у 19 сторіччі призвело до більшої належності суворому дотриманню неділі. На створення Товариства дотримання Господнього дня у 1831 році вплинуло вчення Даніеля Вілсона.

### Свідки Єгови
Свідки Єгови вважають, що Господній день не одним днем, що складається з 24 годин, а проміжок часу, що почався у 1914 році (початок Першої світової війни), й який вмістить у собі Христове тисячолітнє царювання на землі. 

### Римо-католицизм
Другий Ватиканський собор у Апостольській конституції Sacrosanctum Concilium стверджував, що «Господній день — це першотворне свято» та «фундамент й ядро всього богослужбового (літургійного) року». Апостольський лист папи Івана Павла ІІ під назвою Dies Domini закликав католиків пам'ятати про важливість дотримання неділі та не плутати святість святкування Господнього дня з загальним поняттям вихідних як часу простого відпочинку й розслаблення. 

### Східне християнство
Православна церква розрізняє «шабат» (субота) та «Господній день» (неділя), й обидва продовжують відігравати особливу роль для віруючих. Багато парафій та монастирів служать Божественну Літургію вранці у суботу та неділю. Церква ніколи не допускає суворого посту у будь-яку суботу (окрім Великої суботи) або неділі, а правила посту у суботу та неділю, що припадають на один з пісних періодів (наприклад, Великий піст, Апостольський піст та інші), завжди певною мірою послаблені. Під час Великого посту, коли святкування Літургії заборонено у будні дні, вона завжди відбувається у суботу та неділю. Церква також має спеціальний цикл читання Біблії (з Послань та Євангелій) на суботи та неділі, що відрізняється від циклу читання, відведеного на будні дні. Проте Господній день є святкуванням Воскресіння, якому, очевидно, приділяється більше уваги. Наприклад, у Російській православній церкві неділю завжди дотримується з всенічним бдінням з суботньої ночі, й в усіх православних церквах вона посилюється особливими гімнами, що лунають лише на неділю. Якщо святковий день припадає на неділю, він завжди поєднується з гімнами для неділі (якщо тільки це не Велике свято Господа). Субота відзначається як своєрідне післясвято за попередню неділю, на якій повторюються кілька гімнів з попередньої неділі. 
Частково, причина, через яку православні християни продовжують святкувати суботу як шабат є її його роль у історії спасіння: саме у суботу Ісус «відпочивав» у гробі після своєї роботи на хресті. З цієї причини також субота - це день для загального вшанування пам’яті, що відійшли, й у цей день часто співають особливі гімни-панахиди. 
Ефіопська православна церква (частина східної православної спільноти, що налічує близько 40 мільйонів членів) дотримує суботу та неділю святими, але додатково виділяє неділю. 